# Verashni Pillay
Verashni Pillay (nascida em 11 de fevereiro de 1984) é uma jornalista e editora sul-africana. Ela foi editora-chefe do The Huffington Post South Africa e do Mail & Guardian. Ela foi chefe do setor digital na estação de rádio sul-africana POWER 98.7 e atualmente dirige sua própria empresa, Explain.co.za.

## Vida pregressa
Verashni Pillay nasceu em 11 de fevereiro de 1984 e cresceu em Laudium, na cidade de Pretória, capital administrativa da África do Sul. Em 2007, ela se formou com honras em jornalismo pela Rhodes University.

## Carreira
Verashni Pillay começou a trabalhar como jornalista em janeiro de 2007, na News24, depois de ganhar uma bolsa por concluir sua graduação com honras. Mais tarde, em 2009, ela ingressou no Mail &amp; Guardian, onde subiu rapidamente na hierarquia da publicação. Ela foi uma das primeiras a adotar o digital no jornalismo, ganhando duas categorias digitais pela primeira vez em prêmios tradicionais de jornalismo. Em 2012, ela ganhou o prestigioso prêmio de Jornalista Africano do Ano da CNN, na categoria inaugural de jornalismo digital. Em 2013, ela ganhou o primeiro prêmio Standard Bank Sikuvile de jornalismo multiplataforma.
Verashni Pillay escreveu extensivamente sobre raça e gênero. Ela contribuiu com um ensaio para a coleção, Categories of Persons (2013) sobre cultura popular e linguagem. Em 2015 foi nomeada editora-chefe do Mail & Guardian. Verashni Pillay ficou conhecida por criar uma forte equipe editorial e ajudou o Mail & Guardian a crescer em circulação. Ela aumentou a circulação total a cada trimestre durante o período como editora-chefe do M&G, o único jornal da SA em qualquer categoria a fazê-lo naquele período.
Em 2015, ela foi selecionada como uma das 100 mulheres da BBC. Em 2016, ela ganhou o prêmio Standard Bank Sikuvile na categoria colunas/editorial pelo corpo de seu trabalho como colunista.
Em 1º de novembro de 2016, ela foi contratada para o cargo de editora-chefe do The Huffington Post (África do Sul). Depois de renunciar por princípio, ela ingressou na estação de rádio POWER 98.7 como chefe do setor digital.

## Controvérsia
Em janeiro de 2016, Verashni Pillay co-escreveu um artigo no Mail & Guardian citando fontes que afirmavam que Mmusi Maimane, líder do partido de oposição Aliança Democrática, estava recebendo "lições de liderança" do último líder do apartheid do país, FW de Klerk. Verashni Pillay mais tarde se desculpou por não tomar mais medidas para verificar as alegações e prometeu melhorar os processos e admitir e corrigir erros rapidamente no futuro. Maimane e o promotor aceitaram o pedido de desculpas.
Em abril de 2017, a edição sul-africana do Huffington Post publicou um post em seu blog (agora excluído) com o título "Seria a hora de negar o voto aos homens brancos?", que sugeria que os homens brancos deveriam ter o direito de voto negado. Verashni Pillay inicialmente defendeu o suposto autor por trás da peça, que estava recebendo ataques sexistas, e defendeu o tema subjacente de que os homens brancos detinham mais poder, enquanto dizia que não concordava com tudo no post, em um artigo agora excluído. Posteriormente, veio à tona que a postagem havia sido escrita por um homem branco que queria fazer uma observação sobre a falta de verificação de fatos na mídia sul-africana e que intencionalmente baseou o argumento em erros materiais. Verashni Pillay pediu desculpas.
Ela renunciou ao cargo por princípio, em 22 de abril de 2017, após uma decisão do Ombudsman da Imprensa da África do Sul de que o artigo falso equivalia a discurso de ódio. HuffPost SA e Media 24 imediatamente publicaram e cumpriram a decisão, apesar das preocupações do público sobre sua solidez e sua definição de discurso de ódio.    Verashni Pillay apelou da decisão em sua capacidade pessoal. Um painel completo do conselho de apelações do Ombud de Imprensa anulou essa conclusão, em uma audiência acompanhada de perto. 
Após o incidente, Verashni Pillay observou em uma entrevista que, embora reconhecesse seus erros e se demitisse por causa deles, sua equipe operava em uma redação ampliada, onde o editor insistia em 30 peças únicas de conteúdo por dia, com três repórteres juniores. Ela disse que os pedidos de subeditores foram recusados e que o editor do blog foi convidado a atuar como repórter.
O editor de blogs do HuffPost SA, Sipho Hlongwane, foi posteriormente submetido a uma audiência disciplinar, mas renunciou antes que ela ocorresse.